# Jimmy Kimmel
James Christian Kimmel (* 13. listopadu 1967 Brooklyn, New York), známý jako Jimmy Kimmel, je americký televizní moderátor, producent, scenárista, komik a herec. Moderuje a produkuje vlastní late-night talk show nazvanou Jimmy Kimmel Live!. V letech 2012 a 2016 moderoval předávání cen Emmy. V únoru 2017 moderoval předávání Oscarů.
Před pořadem Jimmy Kimmel Live! se proslavil moderováním pořadů The Man Show a Win Ben Stein's Money. Kimmel též produkoval pořady jako Vtipálkové Crank Yankers, Sports Show with Norm Macdonald a Show Andyho Milonakise.

## Osobní život
Jeho první manželkou byla Gina Maddy, se kterou se oženil v roce 1988 a rozvedl v roce 2002. Mají spolu syna Kevina a dceru Katherine. V roce 2002 začal chodit s komediální herečkou Sarah Silvermanovou, ale v březnu 2009 se pár rozešel. V říjnu 2009 začal chodit se scenáristkou Molly McNearney, v srpnu 2012 se s ní zasnoubil a v červenci 2013 se s ní oženil. V roce 2014 se jim narodila dcera Jane.
Hraje na basklarinet a v červenci 2008 vystoupil jako host na koncertu The Mighty Mighty Bosstones, kdy se skupinou zahrál píseň „The Impression That I Get“. Veřejně přiznal, že trpí narkolepsií.
Společně s Adamem Carollem založili každoroční losangeleský festival Feast San Gennaro, který oslavuje italskou kulturu přes zábavu, hudbu a gastronomii. Festival též uděluje ceny výjimečným členům komunity a vybírá finanční prostředky na pomoc potřebným dětem a rodinám.

## Filmografie

### Film
| Rok  | Název                                  | Role                            |
| ---- | -------------------------------------- | ------------------------------- |
| 2000 | Road Trip                              | Corkyho hlas                    |
| 2002 | Jako Mike                              | klient v reklamě                |
| 2003 | Windy City Heat                        | on sám                          |
| 2004 | Garfield ve filmu                      | Spanky (hlas)                   |
| 2005 | The Aristocrats                        | on sám (cameo)                  |
| 2008 | Hellboy 2: Zlatá armáda                | on sám (cameo)                  |
| 2012 | Projekt X                              | on sám (cameo)                  |
| 2013 | Šmoulové 2                             | pasivně agresivní Šmoula (hlas) |
| 2015 | Ladíme 2                               | moderátor (cameo)               |
| 2015 | Méďa 2                                 | on sám (cameo)                  |
| 2017 | The Heyday of the Insensitive Bastards | pan Chipmunk                    |
| 2017 | Mimi šéf                               | otec (hlas)                     |

### Televize
| Rok           | Název                                   | Role                                | Poznámky                                         |
| ------------- | --------------------------------------- | ----------------------------------- | ------------------------------------------------ |
| 1997–2000     | Win Ben Stein's Money                   | on sám (moderátor)                  | 19 epizod                                        |
| 1999          | Čarodějky                               | televizní modetáror                 | Epizoda: „The Painted World“                     |
| 1999–2003     | The Man Show                            | různé role                          | 112 epizod                                       |
| 2001          | Griffinovi                              | pes (hlas)                          | Epizoda: „Mr. Saturday Knight“                   |
| 2002          | MADtv                                   | on sám, Jay Mattioli                | Epizoda: „7.16“                                  |
| 2002–05, 2007 | Vtipálkové Crank Yankers                | různé hlasy                         | 70 epizod; tvůrce, scenárista, výkonný producent |
| 2003          | I'm with Her                            | on sám                              | Epizoda: „The Second Date“                       |
| 2003–         | Jimmy Kimmel Live!                      | on sám (moderátor)                  | tvůrce, scenárista, výkonný producent            |
| 2004          | Vincentův svět                          | on sám                              | Epizoda: „Talk Show“                             |
| 2004          | American Music Awards of 2004           | on sám (moderátor)                  |                                                  |
| 2005          | Comedy Central Roast of Pamela Anderson | on sám (moderátor)                  |                                                  |
| 2005–07       | Show Andyho Milonakise                  | on sám                              | 22 epizod; tvůrce, scenárista, výkonný producent |
| 2006          | American Music Awards of 2006           | on sám (moderátor)                  |                                                  |
| 2006          | Robot Chicken                           | různé hlasy                         | 2 epizody                                        |
| 2006          | Drawn Together                          | starý muž, paní Hamová, různé hlasy | 2 epizody                                        |
| 2007          | Set for Life                            | on sám (moderátor)                  | 7 epizod                                         |
| 2007          | Comedy Central Roast of Flavor Flav     | on sám                              |                                                  |
| 2007          | The Sarah Silverman Program             | dispečer Joan                       | Epizoda: „Positively Negative“                   |
| 2007          | 2007 ESPY Awards                        | on sám (moderátor)                  |                                                  |
| 2007          | American Music Awards of 2007           | on sám (moderátor)                  |                                                  |
| 2008          | American Music Awards of 2008           | on sám (moderátor)                  |                                                  |
| 2008          | Jimmy Kimmel's Big Night of Stars       | on sám (moderátor)                  |                                                  |
| 2010          | Glenn Martin DDS                        | on sám (hlas)                       | Epizoda: „Camp“                                  |
| 2011          | Sezame, otevři se                       | on sám                              | Epizoda: „Siblings“                              |
| 2011          | Nouzové přistání                        | on sám                              | Epizoda: „I Love Lucci (Part 1)“                 |
| 2011          | The Soup                                | Joel McHale                         | Epizoda: „8.72“                                  |
| 2012          | White House Correspondents' Dinner      | on sám (moderátor)                  |                                                  |
| 2012          | 64. ročník udílení cen Emmy             | on sám (moderátor)                  |                                                  |
| 2012, 2015    | Skandál                                 | on sám                              | 2 epizody                                        |
| 2013          | Brody Stevens: Enjoy It!                | on sám                              | Epizoda: „Brody Stevens, Who Are You?“           |
| 2014          | Tim & Eric's Bedtime Stories            | on sám                              | Epizoda: „The Endorsement“                       |
| 2014          | Průměrňákovi                            | on sám                              | Epizoda: „The Table“                             |
| 2014          | Shark Tank                              | on sám                              | Epizoda: „Oilerie USA“                           |
| 2015          | The Bachelor                            | on sám (moderátor)                  | Epizoda: „19.3“                                  |
| 2016          | The Real O'Neals                        | on sám                              | Epizoda: „The Real Papaya“                       |
| 2016          | 68. ročník udílení cen Emmy             | on sám (moderátor)                  |                                                  |
| 2017          | 89. ročník udílení Oscarů               | on sám (moderátor)                  |                                                  |
| 2020-2021     | Who wants to be a millionaire?          | on sám (moderátor)                  | minimálně 12, speciálních epizod (ABC)           |

### Videohry
| Rok  | Název                      | Role   | Poznámky                                        |
| ---- | -------------------------- | ------ | ----------------------------------------------- |
| 2012 | Call of Duty: Black Ops II | on sám | objevil se jako moderátor své vlastní talk show |